# Język sundajski
Język sundajski, także sundyjski (basa Sunda, ᮘᮞ ᮞᮥᮔ᮪ᮓ) – język austronezyjski używany w prowincjach Banten i Jawa Zachodnia w Indonezji. Według danych z 2015 roku ma ponad 32 mln użytkowników. Posługują się nim Sundajczycy.
Jest drugim językiem regionalnym w Indonezji co do liczby użytkowników (po jawajskim), a zarazem jednym z najbardziej znaczących w tym kraju pod względem kulturowym. Wywarł wpływ na leksykę języka indonezyjskiego, a jego zasoby zostały wykorzystane przy tworzeniu terminologii języka narodowego.
Według jednej z klasyfikacji istnieją trzy dialekty: bogor (krawang), priangan, cirebon. W innym ujęciu wyodrębnia się następujące dialekty: południowy (parahiangan lub priangan, odmiana miasta Bandung i okolic), zachodni (w prowincji Banten), północny (rejon miasta Bogor) oraz odmiany wschodnie. Dialekt południowy służy jako standard. Dialekt baduy (badui) jest czasem rozpatrywany jako odrębny język. W użyciu wśród Sundajczyków jest również język indonezyjski.
Stanowi wyznacznik tożsamości prowincjonalnej w zachodniej części Jawy. Pozostaje w powszechnym użyciu na poziomie regionalnym. Jest nauczany w szkołach w tej części Indonezji. Piśmiennictwo sundajskie obejmuje pewne gazety i czasopisma; istnieją też audycje radiowe i programy telewizyjne (np. wiadomości) w tym języku. Niemniej w publikacjach drukowanych zdecydowanie przeważa język indonezyjski, który dominuje w roli języka pisanego.

## Słownictwo
Podobnie jak w języku jawajskim i balijskim, słownictwo języka sundajskiego wykazuje znaczne zróżnicowanie w zależności od pozycji społecznej i wieku rozmówcy. Wyróżnia się trzy tzw. poziomy języka (ang. speech levels):
- basa lemes (halus) – język uprzejmy
- basa sedeng – język pośredni
- basa kasar – język szorstki, prosty

## Pismo

Słowo „sunda” zapisane przy użyciu różnych systemów pisma

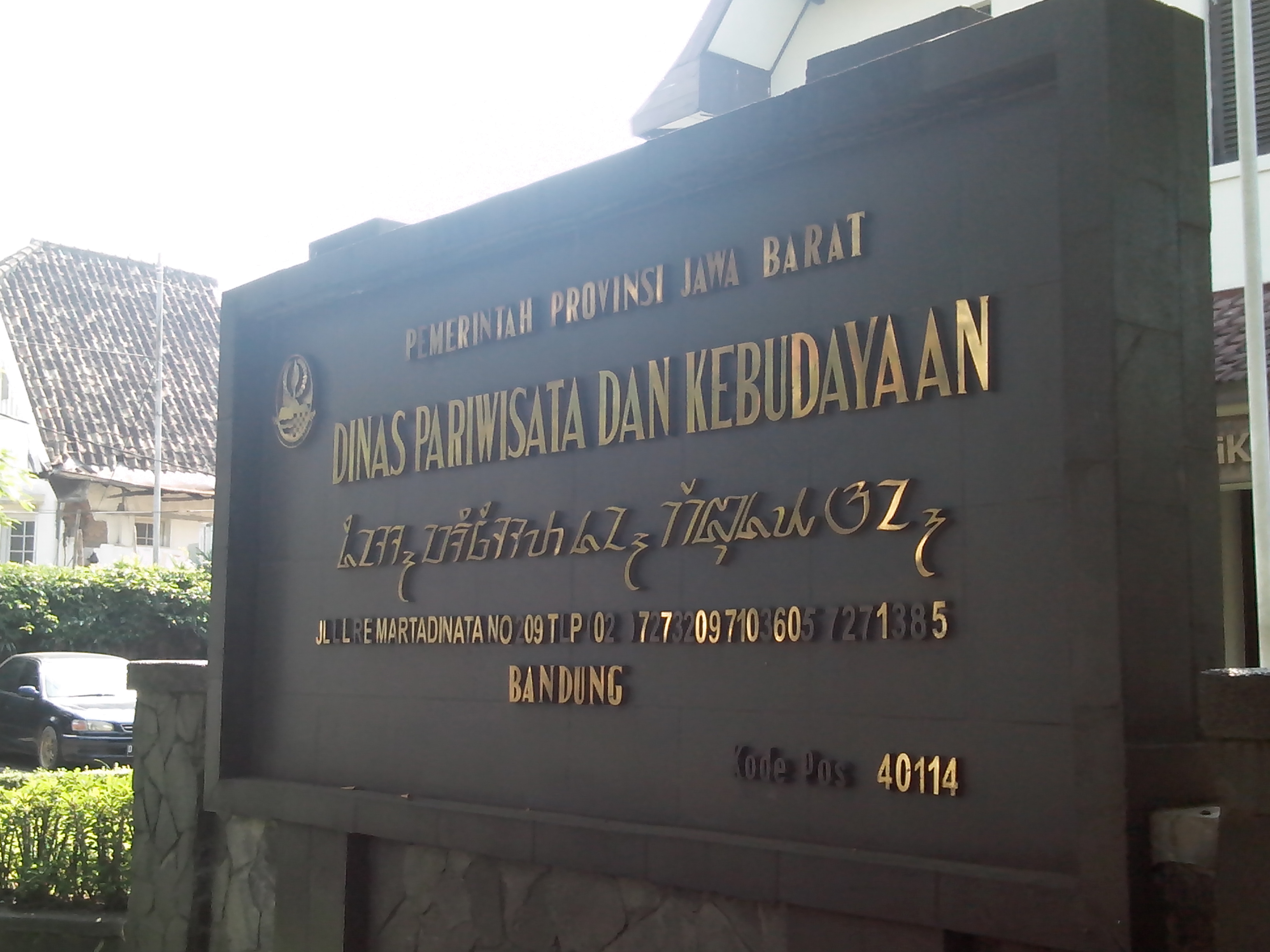
Tablica Dinas Pariwisata dan Kebudayaan zawierająca zapis indonezyjski (łaciński) i sundajski

Pierwotnie język sundajski był zapisywany alfabetem sylabicznym zwanym pismem sundajskim (indonez. aksara Sunda), a w dalszym okresie nieco zmodyfikowanym pismem jawajskim, zwanym cacarakan. Wskutek oddziaływania kultury islamu (XV w.) wykształciła się praktyka użycia pisma arabskiego (pegon). Wpływy te odcisnęły się również na leksyce i fonologii języka sundajskiego. Pismo łacińskie na Jawę przywieźli Holendrzy (XIX w.), razem z kolejną falą nowego słownictwa. Właśnie ta forma zapisu jest współcześnie w największym obiegu. W 1841 r. ukazał się pierwszy słownik języka sundajskiego (Nederduitsch-Maleisch en Soendasch Woordenboek).
Przekształcona (ustandaryzowana) wersja tradycyjnego pisma sundajskiego jest wykorzystywana do prezentacji nazw ulic i instytucji na poziomie regionalnym.